# Allotiso
Allotiso lancearius és una espècie d'aranya araneomorfa de la subfamilia Erigoninae, pertanyent a la família Linyphiidae. És l'únic membre del gènere monotípic Allotiso.
Fou descrita per primera vegada per A. V. Tanasevitch l'any 1990,

## Distribució
Es pot trobar a Geòrgia i Turquia.